# لويس إدواردو غوميز
لويس إدواردو غوميز (بالإسبانية: Luis Eduardo Gómez)‏ هو صحفي كولومبي، ولد في 1941، وتوفي في 30 يونيو 2011.